# Komunikacja społeczna
Komunikacja społeczna – proces wytwarzania, przekształcania i przekazywania informacji pomiędzy jednostkami, grupami i organizacjami społecznymi, mający na celu dynamiczne kształtowanie, modyfikację bądź zmianę wiedzy, postaw i zachowań w kierunku zgodnym z wartościami i interesami oddziałujących na nie podmiotów. W komunikacji społecznej nadawca często w przekazie medialnym wykorzystuje znane mu środki perswazji lub manipulacji medialnej w celu wywołania określonego zachowania u odbiorcy.